# Three Rivers (Teksas)
Three Rivers je grad u američkoj saveznoj državi Teksas. Prema popisu stanovništva iz 2010. u njemu je živjelo 1.848 stanovnika.